# میتسوئو هاگیتا
میتسوئو هاگیتا (انگلیسی: Mitsuo Hagita؛ زادهٔ ۱۶ ژوئن ۱۹۴۶) تنظیم، آهنگساز، تهیه‌کننده موسیقی اهل ژاپن است. وی از سال ۱۹۷۳ میلادی تاکنون مشغول فعالیت بوده‌است.